# ALG3
ALG3 (англ. ALG3, alpha-1,3- mannosyltransferase) – білок, який кодується однойменним геном, розташованим у людей на короткому плечі 3-ї хромосоми.  Довжина поліпептидного ланцюга білка становить 438 амінокислот, а молекулярна маса — 50 126.
| 10         |  | 20         |  | 30         |  | 40         |  | 50         |
| ---------- |  | ---------- |  | ---------- |  | ---------- |  | ---------- |
| MAAGLRKRGR |  | SGSAAQAEGL |  | CKQWLQRAWQ |  | ERRLLLREPR |  | YTLLVAACLC |
| LAEVGITFWV |  | IHRVAYTEID |  | WKAYMAEVEG |  | VINGTYDYTQ |  | LQGDTGPLVY |
| PAGFVYIFMG |  | LYYATSRGTD |  | IRMAQNIFAV |  | LYLATLLLVF |  | LIYHQTCKVP |
| PFVFFFMCCA |  | SYRVHSIFVL |  | RLFNDPVAMV |  | LLFLSINLLL |  | AQRWGWGCCF |
| FSLAVSVKMN |  | VLLFAPGLLF |  | LLLTQFGFRG |  | ALPKLGICAG |  | LQVVLGLPFL |
| LENPSGYLSR |  | SFDLGRQFLF |  | HWTVNWRFLP |  | EALFLHRAFH |  | LALLTAHLTL |
| LLLFALCRWH |  | RTGESILSLL |  | RDPSKRKVPP |  | QPLTPNQIVS |  | TLFTSNFIGI |
| CFSRSLHYQF |  | YVWYFHTLPY |  | LLWAMPARWL |  | THLLRLLVLG |  | LIELSWNTYP |
| STSCSSAALH |  | ICHAVILLQL |  | WLGPQPFPKS |  | TQHSKKAH   |  |            |

A: Аланін

C: Цистеїн

D: Аспарагінова кислота

E: Глутамінова кислота

F: Фенілаланін

G: Гліцин

H: Гістидин

I: Ізолейцин

K: Лізин

L: Лейцин

M: Метіонін

N: Аспарагін

P: Пролін

Q: Глутамін

R: Аргінін

S: Серин

T: Треонін

V: Валін

W: Триптофан

Кодований геном білок за функціями належить до трансфераз, глікозилтрансфераз, фосфопротеїнів. 
Задіяний у такому біологічному процесі як альтернативний сплайсинг. 
Локалізований у мембрані, ендоплазматичному ретикулумі.